# Owczarek szkocki długowłosy
Owczarek szkocki długowłosy – jedna z ras psów należących do psów pasterskich i zaganiających, zaklasyfikowana do sekcji psów pasterskich (owczarskich). Typ wilkowaty. Nie podlega próbom pracy.
Pokrewne rasy: owczarek szkocki krótkowłosy (Collie Smooth), owczarek szetlandzki (Sheltie).

## Rys historyczny
Rasa ta, jak wskazuje nazwa pochodzi ze Szkocji, gdzie była używana od bardzo dawna. Psy podobne do współczesnych collie występowały w tych rejonach już w XVI wieku. Na drodze wieloletnich krzyżowań i selekcji hodowlanych udało się uzyskać cechy podobne do tych, jakie prezentuje obecny wzór rasy. Collie krzyżowane były przede wszystkim z seterami. Po raz pierwszy owczarka szkockiego zaprezentowano na oficjalnej wystawie psów rasowych w 1860 roku w Birmingham w Anglii. Psy nosiły wtedy szatę koloru czarnego lub czarno-białego. Na 1871 rok datuje się pojawienie i rozwój popularności śniadego umaszczenia. Pierwszym collie o takim właśnie umaszczeniu był OLD COCKIE. Pierwszy collie marmurkowy urodził się w 1873 roku.
Pierwsze owczarki szkockie w Polsce pojawiły się w 1924 roku.

## Charakter

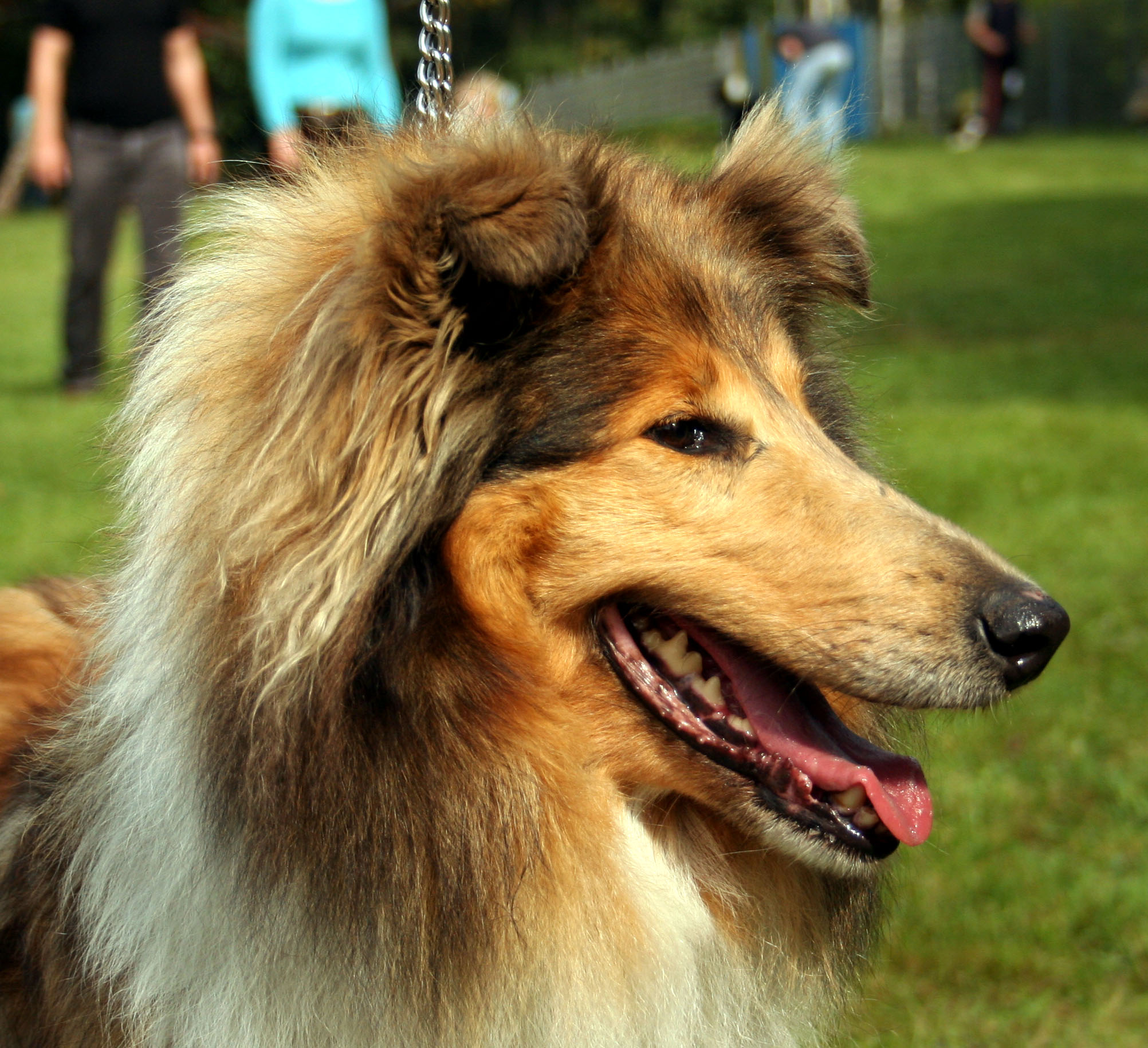
Głowa owczarka szkockiego długowłosego, z widocznymi charakterystycznie załamanymi uszami w ok. 2/3 długości ucha wyprostowanego.

Owczarki szkockie to psy z natury łagodne, prawie nigdy agresywne. Wobec obcych nieufne. Energiczne, wesołe i skore do zabawy oraz pracy. Lubią dużą przestrzeń i dużo ruchu, ale aklimatyzują się również w mieszkaniach. Towarzyskie, nie mogą długo pozostawać w samotności. Inteligentne, szybko się uczą. Rodzinne, przywiązują się do domowników.

## Użytkowość
Jego inteligencja oraz aktywność i chęć do pracy pozwala na użycie go do stróżowania, jako psa pasterskiego, a także do towarzystwa. Jego szata jest odporna na niesprzyjające warunki i niskie temperatury. Pies tej rasy nadaje się do takich dyscyplin kynologicznych jak: agility czy frisbee.

## Budowa
Psy rasy collie mają harmonijną, proporcjonalną budowę. 
- Tułów nieco wydłużony w poziomie w stosunku do wysokości w kłębie. Linia grzbietu u stojącego psa jest pozioma;
- Głowa wąska, o lekko klinowym kształcie, czaszka płaska, prosta z lekkim, zauważalnym stopem, kufa wydłużona. Oczy migdałowego kształtu, nieco skośne. Uszy osadzone na szczycie głowy, stojące, w jednej trzeciej załamane do przodu;
- Ogon długi, zwisający z nieco uniesionym końcem. Ogon nigdy nie powinien być podnoszony ponad linię grzbietu.

### Szata i umaszczenie

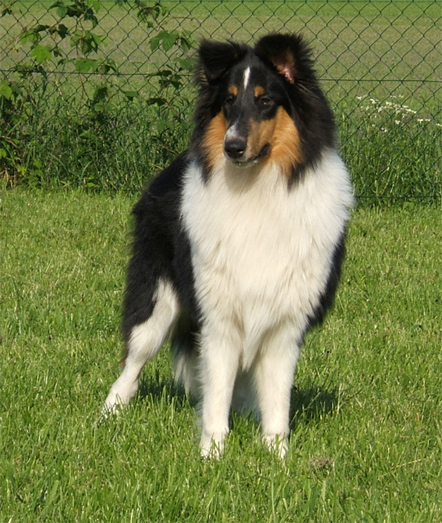
Trzykolorowy collie
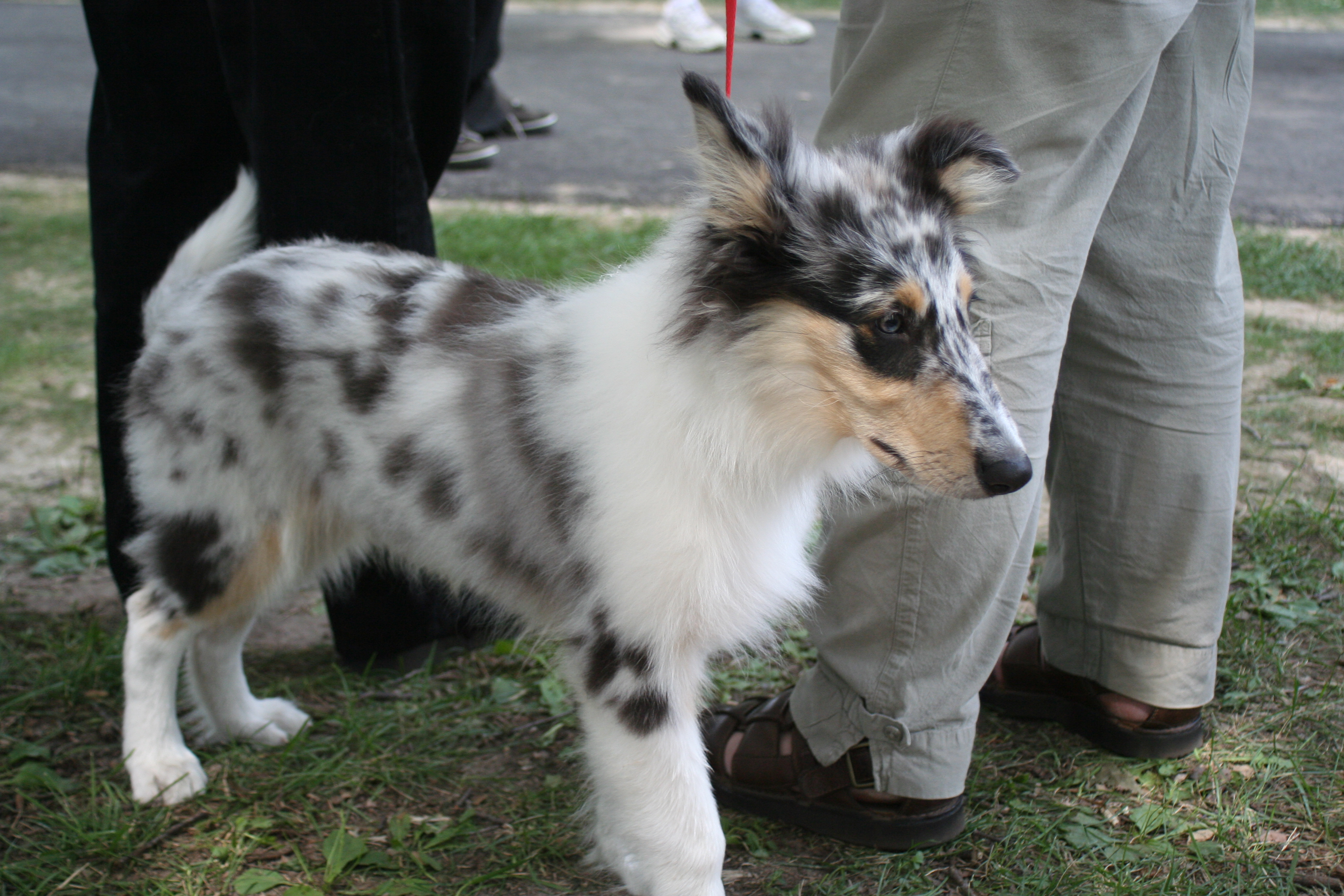
Owczarek collie o umaszczeniu blue merle
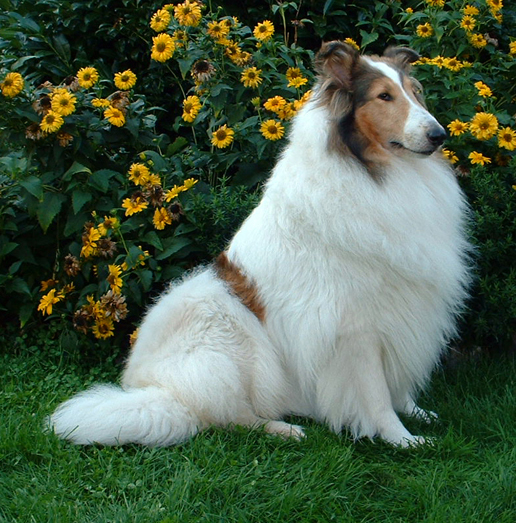
Collie z przeważającym białym umaszczeniem

Szata jest długa i gęsta. Włosy okrywy mocne i twarde, podszerstek miękki, gęsty i puszysty. Grzywa obfita. Ogon gęsto owłosiony.
Rozróżnia się trzy uznawane przez FCI rodzaje umaszczenia:
- Śniade – kolor szaty od jasnozłotego do mahoniowego, grzywa biała. Oczy brązowe.
- Tricolor (czarne) – szata czarna z białą grzywą, podpalane plamy na pysku, klatce piersiowej i brzuchu. Oczy brązowe.
- Blue-merle – marmurkowy. Szata srebrno-niebieska o przenikającym się rysunku. Na pysku i łapach występuje podpalanie. Oczy niebieskie (dopuszczane tylko u psów tego koloru) lub brązowe.

Umaszczenia nie dopuszczalne przez FCI:
- Białe - psy te rodzą się ze skrzyżowania dwóch marmurkowych i często są ślepe lub głuche. Można także krzyżować ze sobą osobniki białe z innymi kolorami. Na psach tych występują często nieliczne znaczenia. Białe collie uznawane są tylko w USA;
- Śniade merle - rodzą się ze skrzyżowania marmurków ze śniadymi psami. Mają one często niebieskie oczy (jedno lub dwa), a na sierści srebrny nalot. Takie collie nie są uznawane przez FCI, lecz tak jak białe tylko w USA.

## Zdrowie i pielęgnacja
Aby pies miał efektowną szatę, wymagana jest jej regularna pielęgnacja. Ze względu na dużą aktywność konieczne jest zapewnienie odpowiedniej dawki codziennego ruchu.
Collie są podatne na dysplazję stawów biodrowych. W tej rasie występują także choroby oczu - PRA (postępujący zanik siatkówki) i CEA (anomalia oczu collie), a także nadwrażliwość na iwermektynę (tzw. defekt genu MDR1), która prawdopodobnie dotyczy większej części populacji. Częściej niż u innych ras występuje też rak kości i przerost dziąseł. Długość życia: 12 do 15 lat.